# Szénási Ernő (színművész)
Szénási Ernő (Hódmezővásárhely, 1924. március 1. –  Budapest, 1982. április 14.) Jászai Mari-díjas magyar színművész.

## Élete
Somlay Artúr egy hódmezővásárhelyi fellépésén figyelt fel tehetségére, támogatta abban, hogy színészetet tanuljon. 1948-1952 között a Színház- és Filmművészeti Főiskolán tanult, abban a legendás osztályban melynek tagja volt: Soós Imre, Váradi Hédi, Psota Irén, Hacser Józsa, Farkas Antal, Horváth Teri vagy Berek Kati például. 1952-1982 között a Madách Színház tagja volt. Kiváló jellemszínész, és epizodista volt.
Felesége rövid ideig Kállay Ilona színésznő volt, akitől született Zsuzsa lánya.

## Fontosabb színházi szerepeiből
A Színházi adattárban regisztrált bemutatóinak száma: 90, ugyanitt negyvenkét előadásfotón is látható.
- Első munkás (Hámos György–Székely Endre: Aranycsillag)[5]
- Firsz (Csehov: Cseresznyéskert)
- Stogumber(Shaw: Szent Johanna)
- Huber Vilmos (Füst Milán: Boldogtalanok)
- Tatár (Gorkij: Éjjeli menedékhely)
- Juszuf (Brecht: Kaukázusi krétakör)
- Fárel (Sütő András: Csillag a máglyán)
- Nagy Pál (Polgár András: Kettős helyszín)
- Furkó (Shakespeare.: Sok hűhó semmiért)[6]

## Filmográfiája
- 1980: Egy hónap falun
- 1979: Cseresznyéskert
- 1978: A két Bolyai
- 1977: A zöldköves gyűrű
- 1976: A cárné összeesküvése
- 1976: Köznapi legenda
- 1974: Megtörtént bűnügyek (sorozat)
- 1973: Tűzoltó utca 25.
- 1972: Hekus lettem
- 1972: Heten, mint a gonoszok – Sándor
- 1971: Névtelen csillag
- 1971: Áradat
- 1971: Szindbád
- 1970: Tisztújítás
- 1969: Kéktiszta szerelem
- 1969: A fejedelem
- 1968: A csodálatos vargáné
- 1968: Medve
- 1968: Hazai pálya
- 1967: Mocorgó
- 1967: A múmia közbeszól
- 1966: Kártyások
- 1964: Egy ember, aki nincs
- 1963: Az utolsó budai basa
- 1959: Szegény gazdagok
- 1955:  Dandin György, avagy a megcsúfolt férj
- 1953:  Kiskrajcár

## Díja
- Jászai Mari-díj (1967)